# Rauville-la-Place
Rauville-la-Place település Franciaországban, Manche megyében. Lakosainak száma 388 fő (2022. január 1.). Rauville-la-Place Sainte-Colombe, La Bonneville, Crosville-sur-Douve, Reigneville-Bocage, Saint-Sauveur-le-Vicomte és Varenguebec községekkel határos.

## Népesség
A település népessége az elmúlt években az alábbi módon változott:
| Lakosok száma | 511  | 397  | 418  | 396  | 390  | 386  | 376  | 370  | 366  | 388  |
|               | 1968 | 1982 | 1990 | 2006 | 2013 | 2015 | 2017 | 2019 | 2020 | 2022 |